# لئوپولد فون رانکه
لئوپولد فون رانکه (به آلمانی: Leopold von Ranke) (زادهٔ ۲۱ دسامبر ۱۷۹۵ - درگذشتهٔ ۲۳ می۱۸۸۶) تاریخ‌نگار اهل آلمان بود که به عنوان یکی از برجسته‌ترین بنیان‌گذاران تاریخ‌نگاری مدرن شناخته می‌شود. وی استاندارهایی برای تاریخ‌نویسی معاصر بنیان‌گذارد و بیشتر بر تاریخ سیاسی و تاریخ دیپلماتیک تمرکز داشت.
رانکه در شهر ویهه به دنیا آمد. آموزش او کمی در منزل و کمی در موسسهٔ شولپفورتا صورت گرفت. سال‌های اول زندگی او با عشق به یونان باستان، زبان لاتین و کلیسای لوتری پیوند خورد. رانکه در سال ۱۸۱۴ وارد دانشگاه لایپزیگ شد.
برای انتشار اولین کتابش در سال ۱۸۲۴ با عنوان تاریخ مردمان لاتین و آلمانی‌تبار از ۱۴۹۴ تا ۱۵۱۴ او به میزان زیادی از انواع وسیعی از منابع استفاده کرد که در آن زمان معمول نبود. این منابع شامل خاطرات، نامه‌های شخصی و رسمی، اسناد دولتی، حکم نامه‌های سیاسی، و روایات شاهدان عینی می‌شدند. به این معنا او به سمت فیلولوژی (زبان‌شناسی تاریخی) روی آورد ولی بر اسناد زمینی تأکید کرد تا متون عهد قدیم و بیگانه.
به دنبال موفقیت کتاب یادشده، به رانکه سمتی در دانشگاه برلین داده شد. در دانشگاه او عمیقاً درگیر مباحثاتی شد که بین طرفداران پروفسور فردریک کارل -که بر روی انواع مختلف دوره‌های زمانی متفاوت تاریخ تأکید می‌کرد- و طرفداران فیلسوف معروف هگل که به تاریخ به چشم یک داستان پایان ناپذیر جهانی می‌نگریست. رانکه از دیدگاه اول پشتیبانی می‌نمود و نظرگاه هگلی را تحت عنوان رهیافتی "همه‌کاره" مورد انتقاد قرار می‌داد.

## روش‌شناسی
عصاره روش رانکه این بود که باور نداشت نظریه‌های عمومی بتوانند در پهنه زمان و مکان حکمفرمایی کنند. بلکه دربارهٔ زمان می‌بایست بر اساس منابع اولیه نظر داد. او می‌گفت: "دریافت من از ایده‌های پیشرو این است که آن‌ها گرایشهای غالب هر سده هستند. این گرایشها اما فقط قابل توصیف هستند؛ نه اینکه قابل خلاصه سازی در یک مفهوم باشند." رانکه با فلسفه تاریخ مخالف بود، خصوصاً آن گونه که توسط هگل به کار گرفته می‌شد. او مدعی بود که هگل نقش انسان‌ها در تاریخ را با تکیه بر یک ایده یا یک کلمه که محدود به یک مفهوم است نادیده می‌انگارد.
این عدم تأکید بر نظریه‌های متحدکننده، سبب شد برخی او را به تجربه گرایی بدون تفکر متهم کنند. در سده نوزدهم میلادی، کار رانکه بسیار مشهور شده بود و نظریات او دربارهٔ کاربرد تاریخ تدریجاً، نظریه غالب تاریخ‌شناسی غرب شد. با اینحال او در معاصران خود منتقدینی داشت همچون کارل مارکس.
روش رانکه هنوز هم در کاربرد تاریخ تأثیرگذار به حساب می‌آید ولی طیف وسیعتر نظریات او در باب تاریخ‌شناسی و تجربه گرایی منسوخ شده‌اند. به عنوان مثال در اواسط قرن بیستم E. H. Carr در انتقاد از رانکه بیان نمود که کار مورخ صرفاً گزارش رخدادها نیست بلکه او باید از میان منابع به دستچین کردن نیز بپردازد.